# Predkupna pravica
Predkupna pravica je pravica do nakupa neke stvari pred drugimi interesenti. Predkupna pravica je značilna predvsem za predfevdalne in fevdalne skupnosti, ki so s predkupno pravico do nepremičnin skušale ohraniti premoženje v rokah sorodnikov ali preprečiti vključitev nezaželenih tujcev v skupnost. V fevdalni ureditvi je bila predkupna pravica najprej priznana sorodnikom, nato sosedom in zemljiškim gospodom. Predkupna pravica na slovenskem je najbolj znana iz gorskega prava. Kapitalistična ureditev v skladu z načelom prostega razpolaganja z lastnino priznava predkupno pravico v bistveno manjšem obsegu.